# Cuartel Yaruro
Cuartel Yaruro est une localité de la paroisse civile de Guachara dans la municipalité d'Achaguas dans l'État d'Apure au Venezuela.